# 水玉時間
『水玉時間』（みずたまじかん）は、1986年10月21日に発売された谷山浩子の12枚目のアルバム。

## 概要
収録曲のうち、タイトルチューンの「水玉時間」は高田みづえへの提供曲、「SORAMIMI」「土曜日のタマネギ」は斉藤由貴への、「渚のライムソーダ」は河合奈保子への提供曲である。
特定のアルバムコンセプトはないが、「穀物の雨が降る」「ガラスの巨人」「粉雪の日」の3曲は、谷山自身が「地球滅亡三部作」と名づけた組曲である。これらの歌曲はどれも少年が負の感情に囚われて地球が滅びる歌であるが、意図して関連付けられたものではなく、結果的に同様の歌ができたものである。
ジャケット写真は、鳥篭を着てその中で鳥を手に留まらせるという谷山のアイディアが反映されたものであるという。
中島みゆきのオールナイトニッポンで谷山浩子がゲスト出演した際に、相互のスタッフが隣同士のスタジオに定席していたらしく、スタッフを「引っ張り合いながら（谷山談）」「使いまわし（中島談）」していたそうである。中島曰く「度胸の実験アルバム」と褒め」た。

### まっくら森の歌
「まっくら森の歌」は、NHK『みんなのうた』で放送された楽曲だが、本アルバムに収録された音源はテレビで放映されていたものとはアレンジが異なる。1988年のアルバム『しっぽのきもち』には「みんなのうた」版のアレンジ（ただし新録）で収録されている。
この曲はイラストレーターの本橋靖昭が、当時『みんなのうた』のプロデューサーだった利光晋世に原案を持ちかけ、さらに利光が谷山に作曲を依頼して作られた。後に本橋と利光はこの曲をもとに絵本『まっくら森』を著したが、本橋は同書の中で「この曲は（本橋が住んでいる）東京都青梅市の自然をモチーフにしている」と語っている。
「まっくら森の歌」は、後にTHE IDOLM@STERの如月千早、ロックバンドのsleepy.abがライブでカバーしている。

## 収録曲
1. SORAMIMI〜空が耳をすましている〜
作詞・作曲：谷山浩子、編曲：倉田信雄
2. 水玉時間
作詞・作曲：谷山浩子、編曲：板倉文
3. 渚のライムソーダ
作詞・作曲：谷山浩子、編曲：板倉文
4. 夕焼けリンゴ
作詞：谷山浩子、作曲・編曲：崎谷健次郎
5. 絵はがきの町
作詞・作曲：谷山浩子、編曲：吉川忠英
6. 穀物の雨が降る
作詞・作曲：谷山浩子、編曲：石井AQ・谷山浩子
7. ガラスの巨人（アルバムバージョン）
作詞：谷山浩子、作曲：崎谷健次郎、編曲：石井AQ・谷山浩子
8. 粉雪の日
作詞・作曲：谷山浩子、編曲：石井AQ・谷山浩子
9. 月のかたち
作詞・作曲：谷山浩子、編曲：吉川忠英
10. 土曜日のタマネギ
作詞：谷山浩子、作曲：亀井登志夫、編曲：石井AQ・谷山浩子
11. まっくら森の歌
作詞・作曲：谷山浩子、編曲：倉田信雄

- ディレクター：野口義修、長岡和弘